# Зелем
Зелем (нід. Zelhem) — місто в нідерландській провінції Гелдерланд. Входить до муніципалітету Бронкгорст.
До 2005 року мало статус окремого муніципалітету.

## Галерея

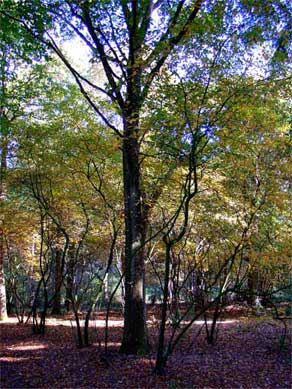